# 후에 전투
후에 전투(Battle of Huế)는 베트남 전쟁 중 가장 피를 많이 흘리고, 26일 동안 지속된 긴 전투 중 하나였다. 1968년 2월 베트남 남부의 도시 후에에서 베트남 공화국 육군 11개 중대와 미국 육군 3개 중대, 정원미달의 미국 해병대 중대를 포함하여, 총 18개 중대가 베트남 인민군(PAVN 또는 NVA) 10개 중대와 베트콩(VC)을 물리친 전투이다.
1968년 1월 30일 베트남의 구정인 뗏에, 북베트남 구정 대공세로 대규모의 재래식 미군을 투입하여 거의 3년 동안 전투를 치러야 했다. 후에 시를 돌파하기 위해서는 1번 고속도로가 베트남 인민군(ARVN), 미군, 다낭 해변을 통해 베트남 군사 분계선으로 접근하는 연합군 모두에게 중요한 교통로였다. 이곳은 또한 흐엉강(香江, Hương Giang)으로 접근로를 제공하는 곳이었다.
보급적 가치와 베트남 군사 분계선(50km)에 근접한 점을 감안할 때 후에는 방어력을 강화해서, 공산주의자들의 공격에 대비했어야 했다. 그러나 도시에는 요새가 거의 없었으며 제대로 방비되지 못했다.
반면, 남베트남 육군 1사단은 뗏 전면 철수를 취소하고 군대를 되돌리려 시도했지만, 베트콩과 북베트남 육군이 구정대공세를 시작했을 때 도시의 남부 베트남과 미군은 준비가 되지 않았으며 후에를 포함한 전역에서 수백 개의 군사적 거점과 수용소를 공격했다.:164
북베트남 육군(PAVN)과 베트콩 군대는 도시의 대부분을 급속히 점령했다. 다음 달에 미 해병대와 남베트남 육군이 격렬한 시가전으로 벌이며, 점차적으로 그들을 몰아냈다. 결국, 연합군이 군사적 승리를 선포했지만, 후에시는 사실상 파괴되었으며 5,000명 이상의 민간인이 사망했다. (남베트남 정부에 따르면 북베트남 육군과 베트콩에 의해 2,800명이 처형됨). 공산군은 약 2,400 ~ 8,000명의 사망자를 냈고, 연합군은 668명의 사망자와 3,707명의 부상자를 기록했다. 이 손실로 미국 국민은 전쟁을 부정적으로 인식하도록 했으며, 전쟁에 대한 정치적 지원은 약화되기 시작했다.

## 계획
베트남의 고대 제국의 수도인 후에는 베트남 군사 분계선에서 남쪽으로 100km 떨어진 곳에 있었다. 인구는 거의 14만 명으로 남베트남에서 세 번째로 큰 도시였다.